# Im Boot. Selbstbildnis und Porträt der Künstlerin M. Jakuntschikowa
Im Boot. Selbstbildnis und Porträt der Künstlerin M. Jakuntschikowa ist ein Ölgemälde im Stil des Russischen Impressionismus des russischen Malers Konstantin Korowin, das 1888 entstanden ist. Der Öffentlichkeit zugänglich ist es in der Tretjakow-Galerie in Moskau. Es zeigt von schräg oben die beiden in einem Ruderboot sitzenden Personen: Korowin ein Buch lesend und seine Künstlerkollegin Marija Wassiljewna Jakuntschikowa ihn dabei beobachtend.

## Entstehung

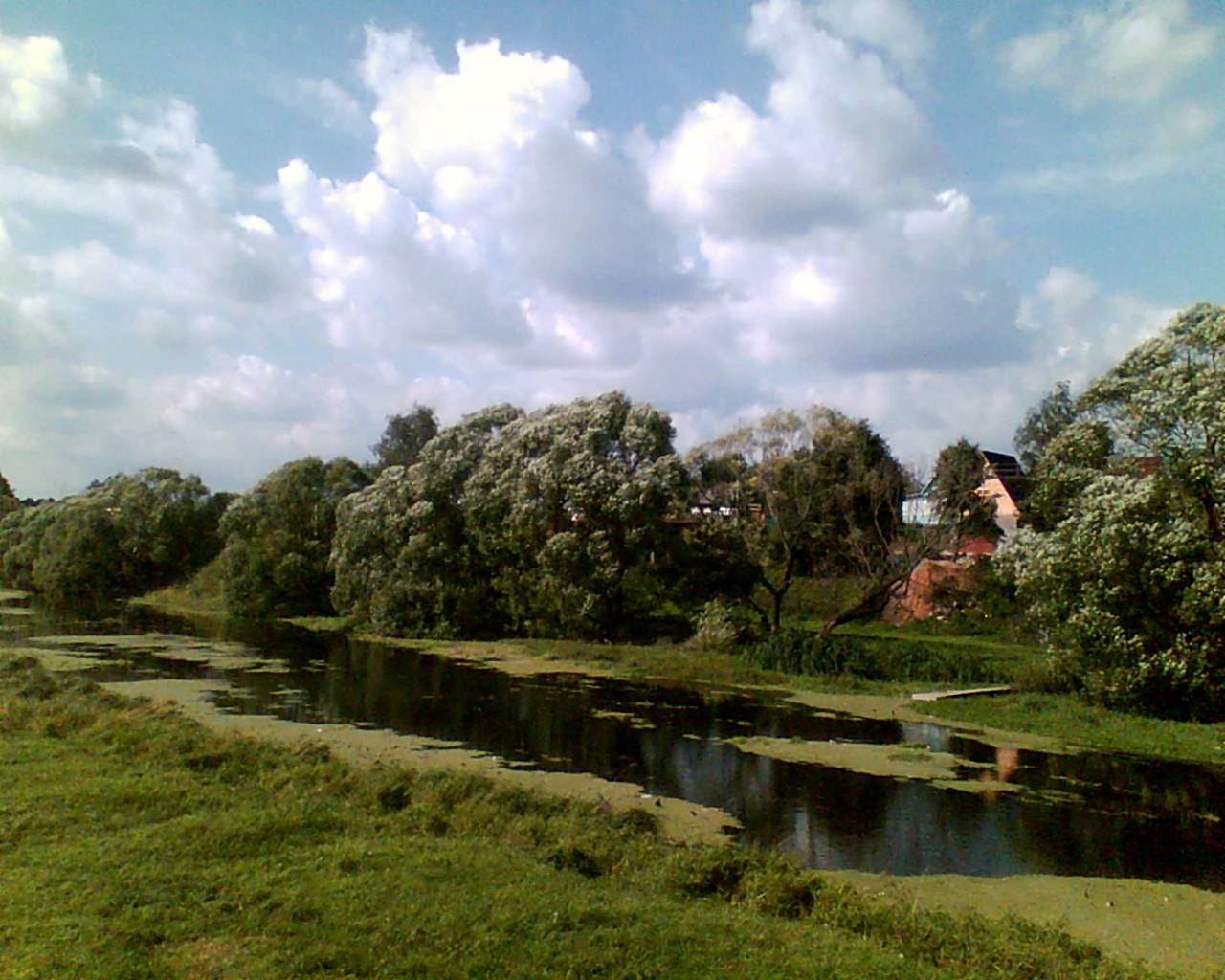
Typische Flusslandschaft der Desna, August 2006

Das Bild entstand während eines Besuchs Korowins bei seinem Lieblingslehrer Wassili Polenow im Sommer 1888, der in Schukowka (russisch Жуковка), ca. 35 km südwestlich von Moskau, ein Haus besaß. Dieser leitete seit 1882 die Landschaftsklasse der Moskauer Schule für Malerei, Bildhauerei und Architektur. Dieser Ort war für Korowin produktiv, malte er dort auch noch andere berühmte Gemälde wie beispielsweise Am Teetisch und Kapuzinerkresse. Während sich Korowin in den Anfangsjahren eher familiären und ländlichen Sujets widmet, nimmt er sich ab 1900 eher urbaner Räume an.
Zu dem Werk gibt es Vorstudien, die sich in Privatbesitz befinden. Diese zeigen verschiedene Haltungen von Marija Jakuntschikowa, in denen der Künstler versucht, die Natürlichkeit herauszuarbeiten. Polenow hat die Arbeit an dem Bild akribisch betreut und Korowin immer wieder auf die Betrachtung der „Gesamtkomposition“ hingewiesen und „so viel natürliches Material wie möglich zu verwenden“.
Als „brillantester Meister des Silbernen Zeitalters“ gilt Korowin als der wichtigste Vertreter der Pleinair-Malerei während des Impressionismus. Einen starken Einfluss auf diese sich entwickelnde Malweise hatte Polenow, der ihn mit väterlicher Herzenswärme führte. Er führte seine Schüler zu einer „erhaben-poetischen Haltung [des Malers] gegenüber der Natur“ und förderte so „theatralische Staffage“ und mehr Freiheit in der Verwendung der Farbe.
1887 hatte Korowin im Alter von 26 Jahren ein erstes Jahr in Frankreich verbracht und dort die französischen Impressionisten kennengelernt. Begeistert und überwältigt von Eindrücken schrieb er nach Hause:

«так вот они, французы. Светлые краски, вот это так. Много и такого, что у нас, но что-то есть еще и совсем другое. И импрессионисты… – у них нашел я все то самое, за что так ругали меня дома, в Москве.»

„Da sind sie, die Franzosen. Bunte Farben, so sind sie. Viele Dinge, die wir haben, aber es ist etwas ganz anderes. Und die Impressionisten… – in ihnen fand ich alles wieder, wofür man mich zu Hause in Moskau gescholten hatte.“

Das Werk Im Boot muss im Zusammenhang mit den anderen dort entstandenen Bildern betrachtet werden, weil sie dann als Gruppenporträts der Familie Polenow gesehen werden können, die ihre ländliche Umgebung gern mit ihren Gästen teilte. Die Bilder halten weitere Alltagsszenen fest, die mehrere Personen gemeinsam zeigen und sie miteinander verbinden.

## Beschreibung und Rezeption
Ein ungewöhnlicher Blickwinkel von schräg oben, in dem das Boot eine Diagonale des Bildes bildet und nur das Heck zu sehen ist, hat eine fast zufällige Anmutung. Das Boot mit seinen beiden in sich versunkenen Insassen scheint ganz ruhig am Betrachter vorbeizugleiten. Es erhält dadurch etwas Intimes. Es werden nur wenige Farben eingesetzt. Der Künstler, das Wasser und das Blattwerk sind dunkel gehalten. Wesentliche Bildelemente wie die Gesichtszüge oder auch die Kleidung sind detailreich dargestellt. Die Maße betragen 53,5 × 42,5 cm.
Der Kunstkritiker Aleksandr Kamensky (1922–1992) äußerte sich unzufrieden zu dem Bild, als er schrieb, Korowin „konnte seine kontemplative Passivität nicht überwinden, und die vorherrschende Bildidee ist etwas spröde und undeutlich geblieben, während es dem Stil an Harmonie fehlt.“